# Bram de Groot
Bram de Groot (Alkmaar, 18 december 1974) is een Nederlands voormalig wielrenner. De Groot woont in Lanaken en was professional van 1999 tot en met 2009.

## Carrière
Gedurende zijn volledige periode als beroepsrenner stond Bram de Groot onder contract bij het ProTeam van Rabobank. Op 19 november 2009 gaf hij te kennen een punt achter zijn carrière te zetten, omdat hij het wielrennen wilde verlaten. Hij beëindigde zijn carrière op dezelfde plaats waar hij zijn carrière begonnen was, op een Cyclo cross in Amerika. Hier moesten elk jaar renners van Rabobank aanwezig zijn voor hun sponsors. Zijn belangrijkste overwinning was ongetwijfeld die van 2003 met een ritzege in de Ronde van Catalonië.
Hij staat bekend in het peloton voor zijn openheid over doping. Hij is een van de renners die in de Rabobank ploeg van 2007 (Rasmussen) zonder doping heeft gereden.

## Belangrijkste overwinningen
1995
- Nederlandskampioen Veldrijden, Beloften
- Nederlandskampioen Mountainbike, Sportklasse

1998
- Nederlandskampioen op de weg, Elite zonder contract

2003
- 1e etappe Ronde van de Middellandse Zee
- 2e etappe Ronde van Catalonië
- Ridderronde Maastricht

2005
- Uniqa Classic
- Ronde van Midden-Zeeland

## Resultaten in voornaamste wedstrijden
| Jaar | Ronde van Italië | Ronde van Frankrijk | Ronde van Spanje |
| ---- | ---------------- | ------------------- | ---------------- |
| 1999 |                  |                     | 69e              |
| 2000 |                  |                     |                  |
| 2001 |                  | opgave              |                  |
| 2002 |                  | 133e                |                  |
| 2003 |                  | 99e                 |                  |
| 2004 |                  | 111e                |                  |
| 2005 |                  |                     | 67e              |
| 2006 |                  | opgave              |                  |
| 2007 |                  | 134e                |                  |
| 2008 | 120e             |                     |                  |
| 2009 | 153e             |                     |                  |

| Jaar | Milaan-San Remo | Gent-Wevelgem | Parijs-Roubaix | Amstel Gold Race | Ronde van Lombardije | Waalse Pijl |  | WK op de weg |
| ---- | --------------- | ------------- | -------------- | ---------------- | -------------------- | ----------- |  | ------------ |
| 1999 |                 |               |                |                  |                      |             |  |              |
| 2000 |                 |               |                |                  |                      |             |  |              |
| 2001 |                 |               |                |                  |                      |             |  | opgave       |
| 2002 |                 |               |                | 49e              |                      |             |  |              |
| 2003 | 150e            |               |                | 113e             |                      | 75e         |  | 106e         |
| 2004 | 163e            |               |                |                  |                      |             |  | opgave       |
| 2005 |                 |               |                |                  | 75e                  |             |  |              |
| 2006 |                 |               |                | opgave           |                      | 117e        |  | opgave       |
| 2007 | opgave          | 120e          | 45e            | opgave           |                      | opgave      |  |              |
| 2008 |                 |               |                |                  |                      |             |  |              |
| 2009 |                 |               |                |                  |                      |             |  |              |